# Mimodorcadion indicum
Mimodorcadion indicum là một loài bọ cánh cứng trong họ Cerambycidae.